# 2147 Kharadze
2147 Kharadze este un asteroid din centura principală, descoperit pe 25 octombrie 1976 de Richard West.